# Collisione continentale

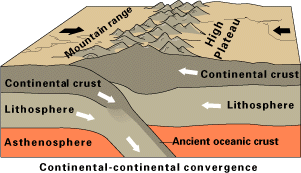
Collisione tettonica tra due continenti

La collisione continentale è un fenomeno attinente alla tettonica delle placche terrestri che avviene a un margine convergente. Si tratta di una variante del più generale processo di subduzione, in cui la parte subdotta viene distrutta, si ha la formazione delle montagne e due continenti si saldano tra di loro. La collisione continentale è stata per ora rilevata solamente sul nostro pianeta.
Non si tratta di un evento istantaneo, ma di un processo che richiede decine di milioni di anni prima che la fagliatura e formazione di pieghe causate dalla collisione abbia termine. La collisione tra India e Asia è in corso da almeno 50 milioni di anni e non mostra segni di diminuzione. La collisione tra la parte est e ovest della Gondwana per formare l'orogene est africano durò circa 100 milioni dall'inizio (610 Ma) alla fine (510 Ma). La collisione tra Gondwana e Laurasia per formare la Pangea avvenne in un intervallo di tempo relativamente breve dell'ordine di 50 milioni di anni.

## Il sito di collisione nella zona di subduzione

Formazione di un rilievo montuoso per sovrascorrimento di una faglia inversa

Il processo ha inizio quando due continenti (ovvero due pezzi della crosta continentale), separati da un tratto di oceano e di crosta continentale, si avvicinano l'un l'altro mentre parte della crosta continentale viene lentamente consumata nella zona di subduzione. La zona di subduzione corre lungo il margine di uno dei due continenti e si immerge al di sotto di esso, facendo innalzare catene vulcaniche a una certa distanza, come nel caso delle Ande in Sud America.
La subduzione coinvolge l'intera litosfera, la cui densità è fortemente dipendente dalla natura della crosta di cui è costituita. La crosta oceanica è relativamente sottile (~6 km di spessore) e densa (circa 3,3 g/cm³) e consiste di basalto, gabbro e peridotite. Pertanto può andare facilmente in subduzione all'interno di una fossa oceanica. La crosta continentale è invece più spessa (fino a ~45 km) e tende a galleggiare sopra a quella oceanica in quanto è composta prevalentemente di roccia granitica che ha una densità attorno a 2,5 g/cm³. 
La crosta continentale viene subdotta con più difficoltà, ma può essere subdotta fino a profondità di 90-150 km o anche più, come viene evidenziato dai siti metamorfici a pressione ultra-alta. 
Il processo di subduzione continua fintanto che esiste l'oceano e si interrompe quando il continente entra nella fossa, perché la litosfera della crosta continentale è meno densa di quella del mantello astenosferico in cui subduce pertanto il processo si arresta. Anche l'arco vulcanico soprastante tende gradatamente a estinguersi. Nella fase di resistenza alla subduzione, la crosta si deforma e cede dando luogo alla formazione di montagne dove era presente la fossa. La posizione della fossa diviene allora una zona che delimita la sutura tra due terrane continentali. 

### Marcatori di superficie
Nelle zone di sutura tra i terrane continentali possono essere visibili diversi tipi di marcatori superficiali:
- marcatori geomorfologici come la presenza di catene montuose nelle zone di recente collisione;
- marcatori tettonici:
  - faglie inverse;
  - pieghe di vario tipo;
  - sovrascorrimenti;
- marcatori petrologici, in particolare la presenza di frammenti della preesistente crosta oceanica e di rocce del mantello noti come ofioliti.

## Zone di collisione fossili
Le collisioni continentali sono una componente fondamentale del ciclo dei supercontinenti e sono avvenute molte volte nel passato. Le antiche zone di collisione sono ora profondamente erose, ma possono essere ancora riconosciute perché esse demarcano i siti di intensa deformazione, metamorfismo e attività plutonica che separano tratti di crosta continentale che avevano differenti storie geologiche prima della loro collisione. 
Le antiche zone di collisione sono chiamate zone di sutura dai geologi, perché rappresentano il luogo dove due continenti precedentemente separati si sono saldati tra di loro o suturati.